# Heriberto Anguiano
Heriberto Anguiano de la Fuenta (* 2. November 1910 in Sayula, Jalisco; † unbekannt) war ein mexikanischer Moderner Fünfkämpfer.
Anguiano nahm an den Olympischen Sommerspielen 1932 in Los Angeles und 1936 in Berlin teil. Nachdem der 1,70 Meter große Athlet in Los Angeles den Wettkampf nicht beenden konnte, belegte er vier Jahre später in Berlin den 30. Rang.